# (2375) Radek
(2375) Radek es un asteroide perteneciente al cinturón de asteroides, descubierto el 8 de enero de 1975 por Luboš Kohoutek desde el Observatorio de Hamburgo-Bergedorf, Hamburgo, Alemania.

## Designación y nombre
Designado provisionalmente como 1975 AA. Fue nombrado Radek en homenaje a Ctirad Kohoutek hermano del descubridor.